# Philippe Gondet
Philippe Gondet (Blois, Francia, 17 de mayo de 1942-Vertou, Francia, 21 de enero de 2018) fue un futbolista francés que se desempeñaba como delantero.
Es el máximo goleador histórico del Nantes con 146 tantos. Convirtió un total de 100 goles en la primera división francesa, siendo máximo goleador en la temporada 1965-66. Ganó el premio al futbolista del año en Francia en 1965 y 1966 y fue nominado al Balón de Oro 1965. Se retiró en 1973 debido a sus problemas en la rodilla.

## Selección nacional
Fue internacional con la selección francesa en 14 ocasiones y convirtió 7 goles. Participó en la Copa del Mundo de 1966.

### Participaciones en la Copa del Mundo
| Mundial                        | Sede       | Resultado      | Partidos | Goles |
| ------------------------------ | ---------- | -------------- | -------- | ----- |
| Copa Mundial de Fútbol de 1966 | Inglaterra | Fase de grupos | 3        | 0     |

## Clubes
| Club                   | País    | Año       |
| ---------------------- | ------- | --------- |
| Nantes                 | Francia | 1960-1971 |
| SM Caen (cedido)       | Francia | 1962-1963 |
| Racing Paris-Joinville | Francia | 1971-1972 |
| Red Star               | Francia | 1972-1973 |
| SM Caen                | Francia | 1973      |

## Palmarés

### Campeonatos nacionales
| Título                  | Club   | País    | Año  |
| ----------------------- | ------ | ------- | ---- |
| Division 1              | Nantes | Francia | 1965 |
| Challenge des Champions | Nantes | Francia | 1965 |
| Division 1              | Nantes | Francia | 1966 |

### Distinciones individuales
| Distinción                       | Año  |
| -------------------------------- | ---- |
| Futbolista del año en Francia    | 1965 |
| Máximo goleador de la Division 1 | 1966 |
| Futbolista del año en Francia    | 1966 |